# Ecnomus aktaion
Ecnomus aktaion är en nattsländeart som beskrevs av Malicky och Chantaramongkol 1997. Ecnomus aktaion ingår i släktet Ecnomus och familjen trattnattsländor. Inga underarter finns listade i Catalogue of Life.